# The Best of Alcatrazz
The Best of Alcatrazz è una raccolta della band Alcatrazz.

## Tracce
1. Island In The Sun
2. General Hospital
3. Hiroshima Mon Amour
4. All Night Long (Live)
5. Since You've Been Gone (Live)
6. Night Games (Live)
7. Stripper
8. Painted Lover
9. Sons And Lover
10. God Blessed Video
11. Mercy  Listen
12. It's My Life
13. Dangerous Games
14. Undercover
15. No Imagination